# Girstuny (sielsowiet Udział)
Girstuny (biał. Гірстуны, Girstuny; ros. Гирстуны, Girstuny) – wieś na Białorusi, w obwodzie witebskim, w rejonie głębockim, 25 km na północny zachód od Głębokiego. Wchodzi w skład sielsowietu Udział.

## Historia
Wieś Girstuny została opisana w Słowniku geograficznym Królestwa Polskiego. Z opisu wynika, że w 1880 roku leżała w okręgu wiejskim Buki w gminie Łucka wieś w powiecie dziśnieńskim guberni wileńskiej Imperium Rosyjskiego.
W dwudziestoleciu międzywojennym wieś leżała w Polsce, w województwie wileńskim, w powiecie duniłowickim (od 1926 postawskim), w gminie Łuck (od 1927 gmina Kozłowszczyzna).
Według Powszechnego Spisu Ludności z 1921 roku zamieszkiwało tu 75 osób, wszystkie były wyznania rzymskokatolickiego. Jednocześnie 65 mieszkańców zadeklarowało polską przynależność narodową a 10 białoruska. Było tu 19 budynków mieszkalnych. W 1931 w 20 domach zamieszkiwało 96 osób.
Miejscowość należała do parafii rzymskokatolickiej w Mosarzu i prawosławnej w Osinogródku. Podlegała pod Sąd Grodzki w Duniłowiczach i Okręgowy w Wilnie; właściwy urząd pocztowy mieścił się w Kozłowszczyźnie.
W 1938 roku miejscowość należała do gromady Łuck gminy Kozłowszczyzna.
Po agresji ZSRR na Polskę w 1939 roku wieś znalazła się pod okupacją sowiecką, w granicach BSRR. W latach 1941–1944 była pod okupacją niemiecką. Następnie leżała w BSRR. Od 1991 roku w Republice Białorusi.